# Guarrate
Guarrate ist ein nordwestspanischer Ort und eine Gemeinde (municipio) mit nur noch 314 Einwohnern (Stand: 2024) im Süden der Provinz Zamora in der Autonomen Gemeinschaft Kastilien-León. 

## Lage und Klima
Guarrate liegt am Rand der Kastilischen Hochebene (Meseta Iberica) in einer Höhe von ca. 735 m. Die Provinzhauptstadt Zamora ist gut 51 km (Fahrtstrecke) in nordnordwestlicher Richtung entfernt; bis nach Salamanca sind es gut 41 km in südsüdwestlicher Richtung. Das gemäßigte Kontinentalklima wird nur selten vom Atlantik beeinflusst; Regen (ca. 471 mm/Jahr) fällt vorwiegend im Winterhalbjahr.

## Bevölkerungsentwicklung
| Jahr      | 1970 | 1981 | 1991 | 2001 | 2011 | 2021 |
| Einwohner | 546  | 498  | 443  | 370  | 372  | 321  |

## Sehenswürdigkeiten
- Kirche Mariä Himmelfahrt (Iglesia de la Asunción de Nuestra Señora)
- Marienkapelle

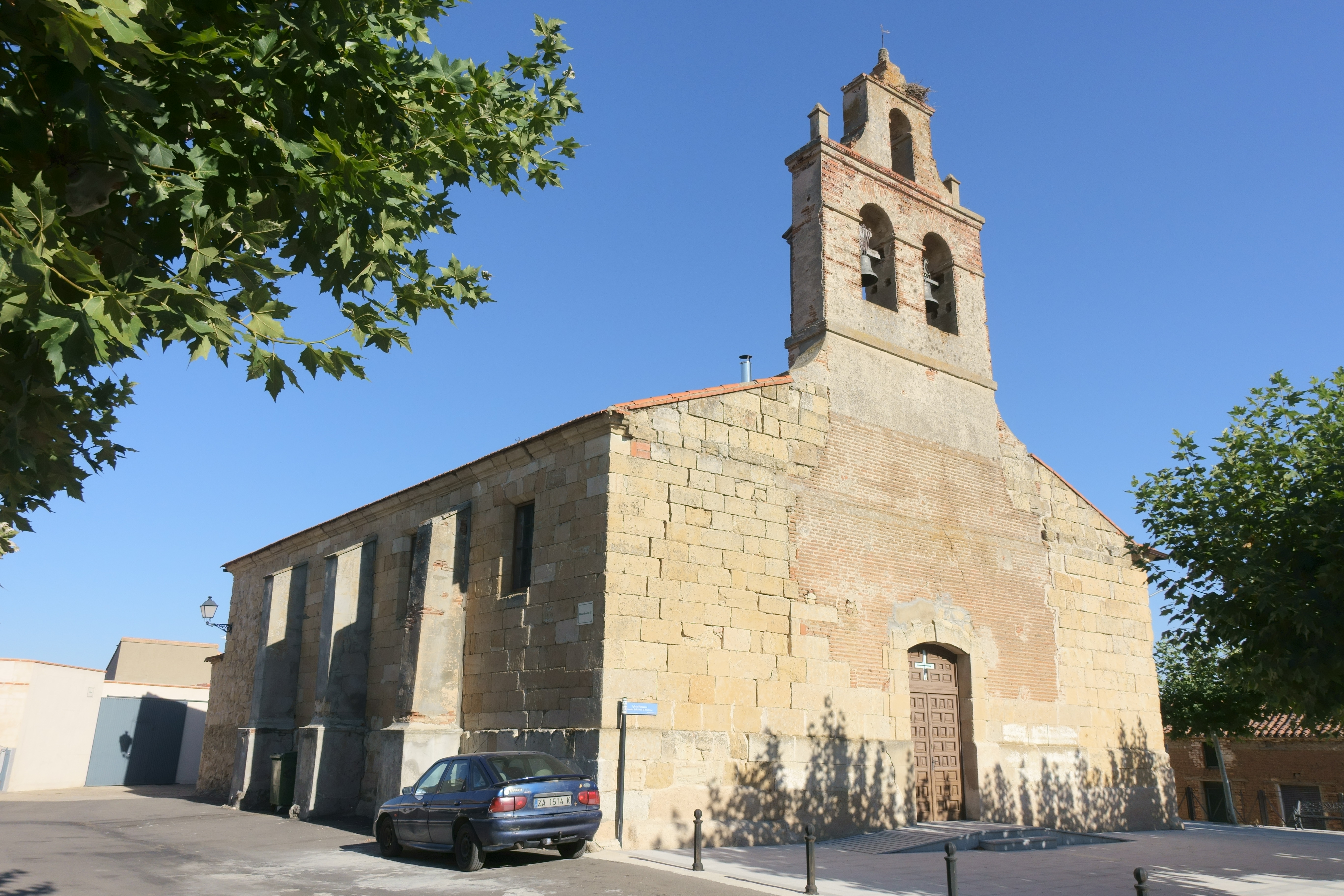
Kirche Mariä Himmelfahrt
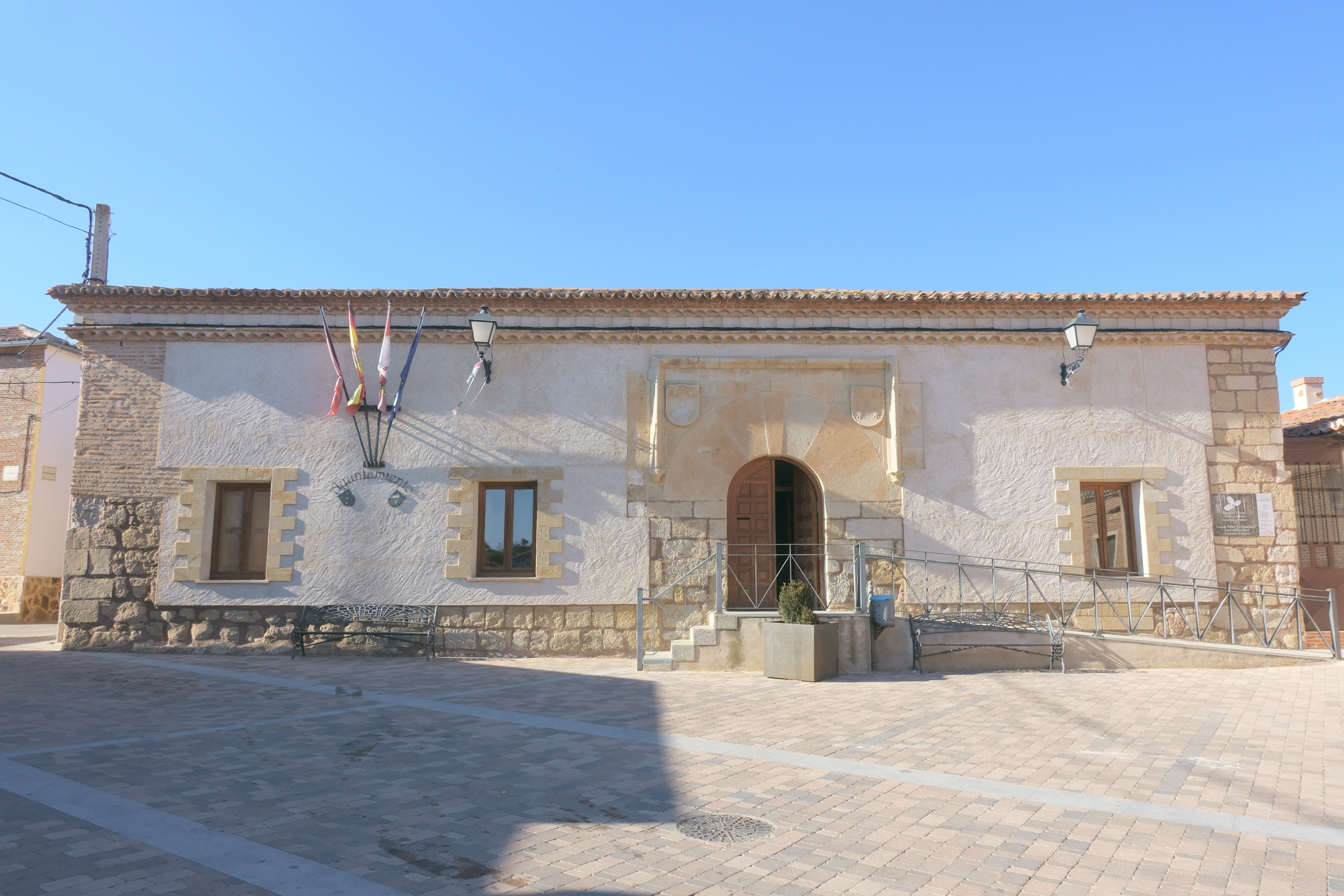
Rathaus